# Миро Глуховић
Миро Глуховић (рођен 8. фебруар 1963. године у Сарајеву) је српски карикатуриста и илустратор. Аутор је више дјела и публикација за које је вишеструко награђиван.

## Биографија
Миро Глуховић рођен 8. фебруар 1963. године у Сарајеву. Основну школу и гимназију завршио је у Сарајеву, а академију ликовних умјетности је дипломирао 1986. године у редовном року у Сарајеву. Учествовао је на неколико културних манифестација и добио низ награда и признања у оквиру ликовних умјетности. То су прије свега, од основне школе:
- прва награда у индији (Њу Делхи),
- манифестација ликовних радова нестварних земаља (њему најдража из раног дјетинства),
- 1985. године у оквиру ЗОИ-84 освоио је прву награду у Сарајеву - културна манифестација "Поетика простора - галерија на леду".

Сарађивао је са неколико новина и часописа од своје најраније младости, као што су: "Младе новине", омладински лист "Наши дани" и лист "Јавност".
У листу "Јавност" је стекао пуну личну афирмацију у области карикатуре и илустрације. Око шест година био је стално запослен у листу "Ослобођење" Источно Сарајево - Бања Лука, као ликовни уредник.
Многе новине су објавиле у својим чланцима позитивне критике о његовом раду и ангажовању у умјетности и култури.
Године 1958, као студент, направио је и реализовао први цртани филм "Ајкула" у трајању од 59 секунди. Освојио је прво мјесто на конкурсима за грбове општина у РС: грб СО Бласеница, СО Пале, СО Источно Сарајево, конкурс политичке карикатуре у Сарајеву и др.
Сарађивао је са Заводом за уџбенике и наставна средства Источно Сарајево, гдје је илустровао 5-6 књига, међу којима и Буквар за Музичку академију у Источном Сарајеву. 
Постоји његова сарадња са Матичном библиотеком Источно Сарајево.
Имао је до сада више самосталних изложби у Републици Српској; Бања Лука, Брчко, Бијењина, Зворник, Пале, Источно Сарајево.
Излагао је у иностранству - у посљедње 3 године у Италији: Коголето и Ђенова 2007. и 2008. године.